# Ветеринарный совет Индии
Ветеринарный совет Индии является уставным органом, созданным при Министерстве сельского хозяйства правительства Индии.
Ветеринарный Совет регулируется Законом 1984 года о Ветеринарном совете Индии. Первые кандидаты в члены были выдвинуты в 1989 году, выборы состоялись в 1999 году.  В совете 27 членов, часть из которых назначаются различными органами центральной власти Индии, а часть выбирается самими ветеринарами.

## Цели
Ветеринарный совет был создан:
- Для подготовки и поддержания индийской ветеринарной практики
- Установить нормы профессионального поведения, этикета и кодекса, которые должны соблюдаться ветеринарами
- Для регулирования ветеринарной практики в стране.